# S.S. Lazio Calcio a 5 2010-2011
Questa pagina raccoglie i dati riguardanti la S.S. Lazio, squadra di calcio a 5 militante in serie A, nelle competizioni ufficiali della stagione 2010-2011.

## Maglie e sponsor
Il Partner tecnico per la stagione 2010-2011 ara Legea, mentre lo sponsor ufficiale era APF marketing.
| casa | trasferta | terza divisa |

## Organigramma societario
- Presidente: Andrea Montemurro
- Direttore Generale: Marco Di Saverio
- Direttore Sportivo: Fabio Derme
- Team manager: Andrea Cucchiella
- Allenatore 1ª squadra: Daniele D'Orto
- Vice Allenatore: Armando Pozzi
- Preparatore Atletico: Gianluca Scacchi
- Medico: Dott. Pierfrancesco De Santis

## Rosa
| N° | Naz.                                   | Ruolo | Sportivo               | Anno     |  |  |
| -- | -------------------------------------- | ----- | ---------------------- | -------- |  |  |
| 20 | Brasile (bandiera)                     | POR   | Marcos Bernardi "Kiko" | 05.11.74 |  |  |
| 1  | Italia (bandiera)                      | POR   | David Patrizi          | 06.06.82 |  |  |
| 12 | Italia (bandiera)                      | POR   | Emiliano Varracchio    | 14.08.90 |  |  |
| 3  | Paraguay (bandiera)                    | DIF   | Fabio Alcaraz          | 07.01.82 |  |  |
| 5  | Brasile (bandiera)                     | LAT   | Carlos Danieli         | 21.07.77 |  |  |
| 13 | Brasile (bandiera)                     | LAT   | Sandro Zanetti         | 20.01.76 |  |  |
| 14 | Brasile (bandiera)                     | DIF   | Nuno                   | 16.12.74 |  |  |
| 6  | Brasile (bandiera)                     | LAT   | Daniel Giasson         | 24.08.87 |  |  |
| 17 | Brasile (bandiera)                     | LAT   | André Fantecele        | 10.02.88 |  |  |
| 18 | Brasile (bandiera)                     | LAT   | Comin Daniel Machado   | 09.04.89 |  |  |
| 9  | Italia (bandiera)                      | UNI   | Luca Marchetti         | 27.06.77 |  |  |
| 10 | Italia (bandiera)                      | UNI   | Luca Ippoliti          | 31.10.79 |  |  |
| 11 | Brasile (bandiera)                     | UNI   | Dimas                  | 07.11.86 |  |  |
| 7  | Italia (bandiera) · Brasile (bandiera) | PIV   | Vinícius Bacaro        | 20.08.78 |  |  |
| 8  | Brasile (bandiera)                     | PIV   | Jader Fornari          | 31.01.79 |  |  |

## Risultati

### Campionato

#### Girone di andata
| G.  | Partita                                 | Ris.   | Data  | Ora   | Impianto                            |
| --- | --------------------------------------- | ------ | ----- | ----- | ----------------------------------- |
| 1ª  | Napoli Ma.Ma. - Lazio                   | 1 - 3  | 02/10 |       |                                     |
| 2ª  | Lazio - Pescara                         | 9 - 3  | 09/10 |       |                                     |
| 3ª  | Marca Futsal - Lazio                    | 6 - 0  | 13/10 | 20.30 | Palasport Mazzalovo di Montebelluna |
| 4ª  | Lazio - Nautica Store Cagliari          | 4 - 2  | 30/10 |       |                                     |
| 5ª  | Lazio - Asti                            | 3 - 2  | 06/11 |       |                                     |
| 6ª  | Acqua & Sapone Fiderma - Lazio          | 3 - 4  | 13/11 |       |                                     |
| 7ª  | Lazio - Augusta                         | 8 - 3  | 20/11 |       |                                     |
| 8ª  | Atiesse Quartu - Lazio                  | 2 - 3  | 27/11 |       |                                     |
| 9ª  | Lazio - Promomedia Sport Five Putignano | 8 - 2  | 04/12 |       |                                     |
| 10ª | AlterEgo Luparense - Lazio              | 10 - 4 | 08/12 | 18.00 | Palasport di S.M. di Lupari         |
| 11ª | Lazio - Kaos Futsal                     | 6 - 4  | 11/12 |       |                                     |
| 12ª | Bisceglie - Lazio                       | 4 - 2  | 18/12 |       |                                     |
| 13ª | Lazio - Montesilvano                    | 6 - 2  | 29/12 |       |                                     |

#### Girone di ritorno
| G.  | Partita                                 | Ris.  | Data  | Ora | Impianto |
| --- | --------------------------------------- | ----- | ----- | --- | -------- |
| 14ª | Lazio - Napoli Ma.Ma.                   | 4 - 2 | 05/01 |     |          |
| 15ª | Pescara - Lazio                         | 2 - 2 | 08/01 |     |          |
| 16ª | Lazio - Marca Futsal                    | 0 - 0 | 15/01 |     |          |
| 17ª | Nautica Store Cagliari - Lazio          | 3 - 5 | 22/01 |     |          |
| 18ª | Asti - Lazio                            | 2 - 2 | 29/01 |     |          |
| 19ª | Lazio - Acqua & Sapone Fiderma          | 1 - 2 | 05/02 |     |          |
| 20ª | Augusta - Lazio                         | 1 - 0 | 12/02 |     |          |
| 21ª | Lazio - Atiesse Quartu                  | 2 - 1 | 05/03 |     |          |
| 22ª | Promomedia Sport Five Putignano - Lazio | 6 - 4 | 19/03 |     |          |
| 23ª | Lazio - AlterEgo Luparense              | 2 - 2 | 26/03 |     |          |
| 24ª | Kaos Futsal - Lazio                     | 3 - 9 | 02/04 |     |          |
| 25ª | Lazio - Bisceglie                       | 5 - 3 | 09/04 |     |          |
| 26ª | Montesilvano - Lazio                    | 2 - 1 | 16/04 |     |          |

### Play-off

#### Quarti

##### Andata
| Arbitri: | Pierluigi Bedendo (Rovigo) Andrea Giada (Mestre) Rocco De Francesco (Bari) |
| Crono:   | Ruggiero Chiariello (Barletta)                                             |

|                                    |           |                              |
| PC 0'23’’ Nicolodi 9'54’’, 36'27’’ | Marcatori | 30'08’’ Fornari 33'10’’ Nuno |

##### Ritorno
| Arbitri: | Giacomo De Varti (Foggia) Giovanni Muratore (Perugia) Giuseppe Fornelli (Molfetta) |
| Crono:   | Raffaele Ziri (Barletta)                                                           |

|                 |           |                |
| Zanetti 32'37’’ | Marcatori | 1'38’’ Correia |

### Coppa Italia

#### Quarti
| Arbitri: | Angelo Grimaldi (Vibo Valentia) Mario Iacuzio (Nocera Inferiore) Luca Marconi (Terni) |
| Crono:   | Damiano Calaprice (Bari)                                                              |

|                                        |                      |                               |
| Vampeta Pellegrini Sandrinho Chilavert | Tiri di rigore 1 – 3 | Fornari Bacaro Nuno Marchetti |

#### Semifinale
| Arbitri: | Alessandro Malfer (Rovereto) Antonio Marogna (Sassari) Luca Illotto (Trento) |
| Crono:   | Riccardo Arnò (Reggio Emilia)                                                |

|  |           |              |
|  | Marcatori | 35'34’’ Nuno |

#### Finale
| Arbitri: | Claudio Valle (Mantova) Gaetano Trinchese (Nola) Angelo Galante (Ancona) |
| Crono:   | Giovanni Cossu                                                           |

|                       |           |                                         |
| Nora 25'11’’, 26'02’’ | Marcatori | 17'59’’, 20'30’’ Bacaro 25'36’’ Danieli |

## Statistiche

### Statistiche di squadra
| Competizione | Punti | In casa | In casa | In casa | In casa | In trasferta | In trasferta | In trasferta | In trasferta | Totale | Totale | Totale | Totale | Totale | Totale |
| Competizione | Punti | G       | V       | N       | P       | G            | V            | N            | P            | G      | V      | N      | P      | Gf     | Gs     |
| ------------ | ----- | ------- | ------- | ------- | ------- | ------------ | ------------ | ------------ | ------------ | ------ | ------ | ------ | ------ | ------ | ------ |
| Campionato   | 49    | 13      | 10      | 2       | 1       | 13           | 5            | 2            | 6            | 26     | 15     | 4      | 7      | 97     | 73     |
| Play-off     | -     | 1       | 0       | 1       | 0       | 1            | 0            | 0            | 1            | 2      | 0      | 1      | 1      | 3      | 4      |
| Coppa Italia | -     | -       | -       | -       | -       | -            | -            | -            | -            | 3      | 2      | 1      | 0      | 4      | 2      |
| Totale       | 49    | 14      | 10      | 3       | 1       | 14           | 5            | 2            | 7            | 31     | 17     | 6      | 8      | 104    | 79     |